# スイギュウ
スイギュウ（水牛、英: Water buffalo）は、哺乳綱偶蹄目（鯨偶蹄目）ウシ科アジアスイギュウ属に分類される偶蹄類である。同じウシ族で水辺を好むアフリカスイギュウなどと区別するため、アジアスイギュウ、インドスイギュウとも呼ばれる。
野生種はアジアスイギュウ（Bubalus arnee）、家畜種はスイギュウ（Bubalus bubalis）に大別され、家畜種にも多数の品種がある（参照）。

## 分類
英語における「バッファロー（Buffalo）」という単語はこれは大型のウシ族を意味するフランス語やポルトガル語などの南欧系の言語に由来する言葉である。バイソン属（Bison）とくにアメリカバイソン（Bison bison）に対しても頻繁に使用されるが、この呼称は厳密にはスイギュウの系統を指しており、「バイソン（Bison）」という呼称はギリシャ語に起源を持つ。
現生のウシ族では、アジアスイギュウやアフリカスイギュウ（Syncerus caffer）などを含むスイギュウ亜族（Bubalina）とウシ属（Bos）およびバイソン属が分岐しており、2021年に発表された現生ウシ族の遺伝上の関連性は以下の通りになる。
|                     | ノヤク（Bos mutus）+ヤク（B. grunniens）                                                                |
|                     | |
| バイソン属（Bison） | \| \| アメリカバイソン（Bison bison） \| \| \| \| \| \| ヨーロッパバイソン（Bison bonasus） \| \| \| \| |
|                     | \| \| アメリカバイソン（Bison bison） \| \| \| \| \| \| ヨーロッパバイソン（Bison bonasus） \| \| \| \| |
|                     | アメリカバイソン（Bison bison）                                                                         |
|                     | |
|                     | ヨーロッパバイソン（Bison bonasus）                                                                     |
|                     | |

|  | アメリカバイソン（Bison bison）     |
|  |                                     |
|  | ヨーロッパバイソン（Bison bonasus） |
|  |                                     |

|  | バンテン（Bos javanicus）+バリ牛（B. domesticus） |
|  |                                                   |
|  | ガウル（Bos gaurus）+ガヤル（B. frontalis）       |
|  |                                                   |
|  | コープレイ（Bos sauveli）                         |
|  |                                                   |

|                     | ノヤク（Bos mutus）+ヤク（B. grunniens）                                                                |
|                     | |
| バイソン属（Bison） | \| \| アメリカバイソン（Bison bison） \| \| \| \| \| \| ヨーロッパバイソン（Bison bonasus） \| \| \| \| |
|                     | \| \| アメリカバイソン（Bison bison） \| \| \| \| \| \| ヨーロッパバイソン（Bison bonasus） \| \| \| \| |
|                     | アメリカバイソン（Bison bison）                                                                         |
|                     | |
|                     | ヨーロッパバイソン（Bison bonasus）                                                                     |
|                     | |

|  | アメリカバイソン（Bison bison）     |
|  |                                     |
|  | ヨーロッパバイソン（Bison bonasus） |
|  |                                     |

|  | バンテン（Bos javanicus）+バリ牛（B. domesticus） |
|  |                                                   |
|  | ガウル（Bos gaurus）+ガヤル（B. frontalis）       |
|  |                                                   |
|  | コープレイ（Bos sauveli）                         |
|  |                                                   |

|                     | ノヤク（Bos mutus）+ヤク（B. grunniens）                                                                |
|                     | |
| バイソン属（Bison） | \| \| アメリカバイソン（Bison bison） \| \| \| \| \| \| ヨーロッパバイソン（Bison bonasus） \| \| \| \| |
|                     | \| \| アメリカバイソン（Bison bison） \| \| \| \| \| \| ヨーロッパバイソン（Bison bonasus） \| \| \| \| |
|                     | アメリカバイソン（Bison bison）                                                                         |
|                     | |
|                     | ヨーロッパバイソン（Bison bonasus）                                                                     |
|                     | |

|  | アメリカバイソン（Bison bison）     |
|  |                                     |
|  | ヨーロッパバイソン（Bison bonasus） |
|  |                                     |

|  | バンテン（Bos javanicus）+バリ牛（B. domesticus） |
|  |                                                   |
|  | ガウル（Bos gaurus）+ガヤル（B. frontalis）       |
|  |                                                   |
|  | コープレイ（Bos sauveli）                         |
|  |                                                   |

|                     | ノヤク（Bos mutus）+ヤク（B. grunniens）                                                                |
|                     | |
| バイソン属（Bison） | \| \| アメリカバイソン（Bison bison） \| \| \| \| \| \| ヨーロッパバイソン（Bison bonasus） \| \| \| \| |
|                     | \| \| アメリカバイソン（Bison bison） \| \| \| \| \| \| ヨーロッパバイソン（Bison bonasus） \| \| \| \| |
|                     | アメリカバイソン（Bison bison）                                                                         |
|                     | |
|                     | ヨーロッパバイソン（Bison bonasus）                                                                     |
|                     | |

|  | アメリカバイソン（Bison bison）     |
|  |                                     |
|  | ヨーロッパバイソン（Bison bonasus） |
|  |                                     |

|  | バンテン（Bos javanicus）+バリ牛（B. domesticus） |
|  |                                                   |
|  | ガウル（Bos gaurus）+ガヤル（B. frontalis）       |
|  |                                                   |
|  | コープレイ（Bos sauveli）                         |
|  |                                                   |

## 分布

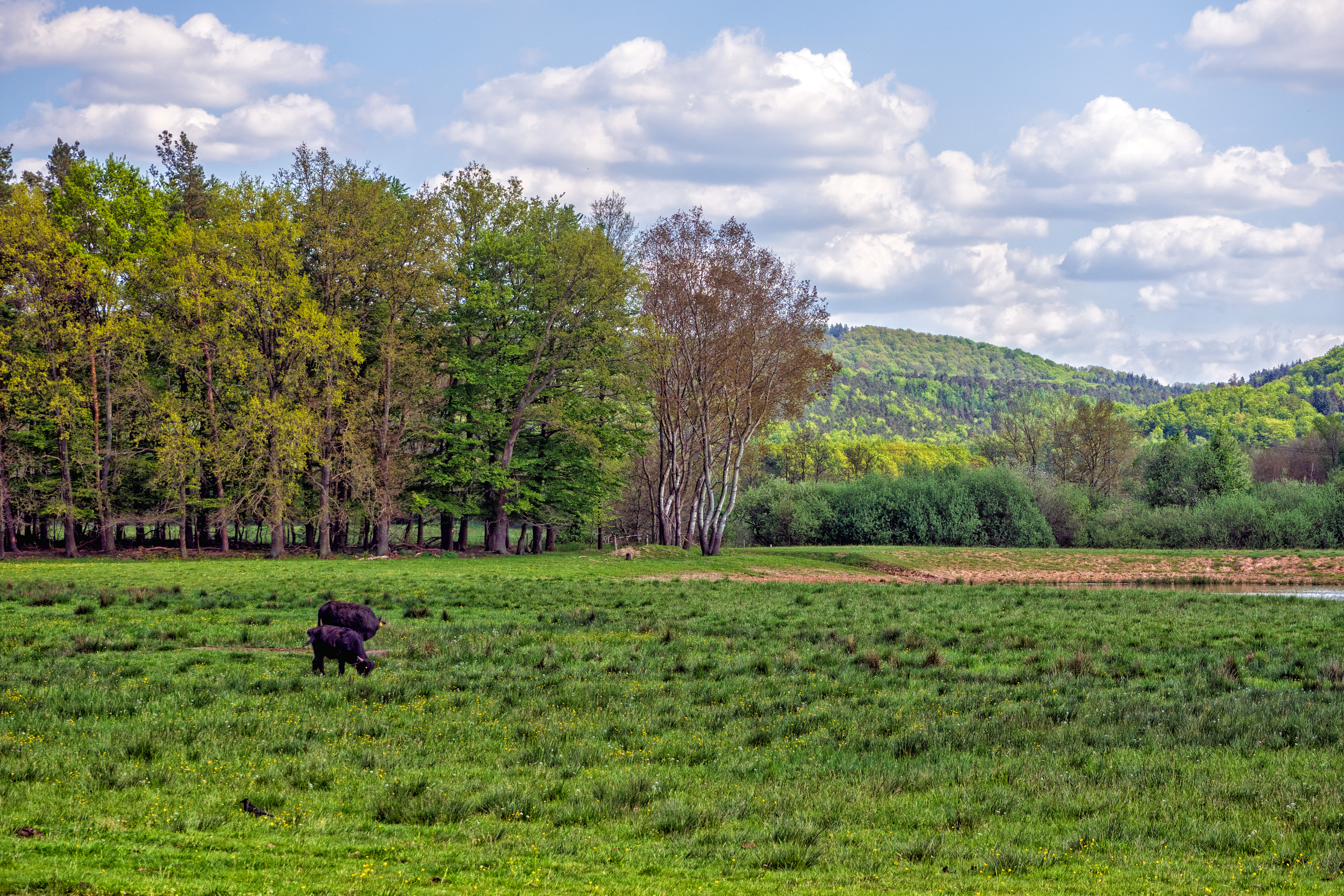
ドイツの自然保護プロジェクト「Kranichwoog」で絶滅種のニッチを埋める代用などの目的で利用されている家畜種のスイギュウ。

インド、タイ、ネパール、バングラデシュ、ミャンマーに自然分布。家畜と交雑したと考えられている個体群がインド、インドネシア、カンボジア、スリランカ、タイ、バングラデシュ、ベトナム、マレーシア、ミャンマー、ラオスに分布。家畜が野生化した個体群がアルゼンチン、オーストラリア（ノーザンテリトリー）、チュニジア、ヨーロッパなどに分布している。
有史以前はアフリカ大陸北部から黄河周辺にかけて分布していたと考えられている。また、中期 - 後期更新世にはヨーロッパや朝鮮半島や日本列島や台湾などにもスイギュウの系統が生息しており、氷河期における日本列島へのスイギュウ類や他のウシ族（バイソン属やオーロックス）の渡来経路の一つとして考えられる朝鮮半島では、中期更新世まで分布が確認された後は後期更新世で記録が途絶えたが、前期完新世に再度出現している。
近年は「第四紀の大量絶滅」によってメガファウナを中心とした生態系のニッチの欠損を補充しようとする再野生化の一種である「更新世野生化」を行う動きが見られ、スイギュウに関しても絶滅したヨーロッパスイギュウ Bubalus murrensis の代用として家畜のスイギュウがドナウ・デルタなどのヨーロッパの各地に試験的に野生導入されている。オーストラリアや南アメリカ大陸には土着のウシ族が生息していなかったものの、これらの地域においてもスイギュウなどの外来種を単なる駆除対象としてではなく、絶滅したメガファウナの生態系エンジニアとしての役割を、完全ではないものの補充し得る存在として保護を推奨する声も存在する。

## 形態
体長240-300センチメートル。尾長60-100センチメートル。肩高150-190センチメートル。体重700-1200キログラム。喉から胸部にかけて垂れ下がった皮膚はなく、また肩から背中にかけて隆起しない。頸部腹面に三日月状の白色斑が入るが、個体変異や地域変異が大きい。四肢下部の体毛は白い。
最大角長194センチメートル。角の断面は三角形。
スイギュウは成長すると体重最大1200キログラムになり、一般的にオスは1000キログラム前後、メスは750キログラム前後であるが、体重は近縁にあっても大きく変動する。
「沼沢型」のスイギュウはアジアの東半分で主に見られ、48本の染色体をもつ。「河川型」はアジアの西半分でよく見られ、50本の染色体をもつ。この2タイプ間では一代雑種をもうけられる。60本の染色体をもつ家畜のウシとの交雑では受精卵の卵割が開始されることもあるが、妊娠まで至った報告は無い。

## 生態
河畔林、草原、沼沢地、河川やその周辺などに生息する。1-2頭のオスと複数頭のメスで10-30頭からなる群れを形成して生活するが、100頭以上に達する大規模な群れを形成することもある。オスの若獣のみで約10頭の群れを形成する。水浴びを行い、また避暑や虫除けに泥浴びも行う。
植物食の反芻動物で、主に草を食べるが木の葉も食べる。ウシと比べて1回の採食量が少なく、採食回数が多く、反芻時間が長い。家畜のスイギュウは、道端の雑草や作物残渣のような難消化性で栄養価の低い飼料のみを与えられることも多いが、同様の飼料で育てた場合はウシより肥育状況が良いとされる。
繁殖形態は胎生。妊娠期間は300-340日。1回に1頭の幼獣を産む。授乳期間は6-9か月。生後2年で性成熟する。
天敵として インドライオン、トラ、ドール、イリエワニ、コモドオオトカゲがいる。

## 生息域
開発による生息地の破壊、角目的や食用の乱獲、家畜との競合や交雑などにより生息数は減少している。
中華人民共和国では8000-9000年前から家畜化されていた。

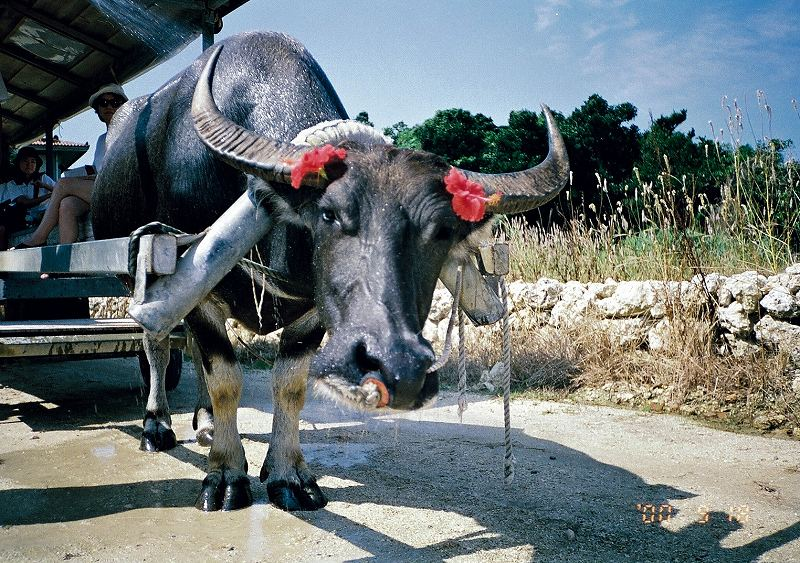
沖縄県竹富島で観光用の水牛車を引くスイギュウ

スイギュウは粗末な食べ物で成長して肉や乳を得られるだけでなく、ウシよりも沼地での行動に適応しているため水田での労働力としても有用であり、経済的に非常に優れた動物である。また、石垣島／竹富島／由布島では観光用の「水牛車」が名物となっており、集落の観光インフラとして定着しています。
野生種は現在主に東南アジアに生息しているが、原産地は明らかでない。現在の野生種がもともとの野生種の末裔であるか、それとも以前家畜化されていたものが野生化したのかははっきりせず、あるいはそれらの混血であることも考えられる。

### アジア

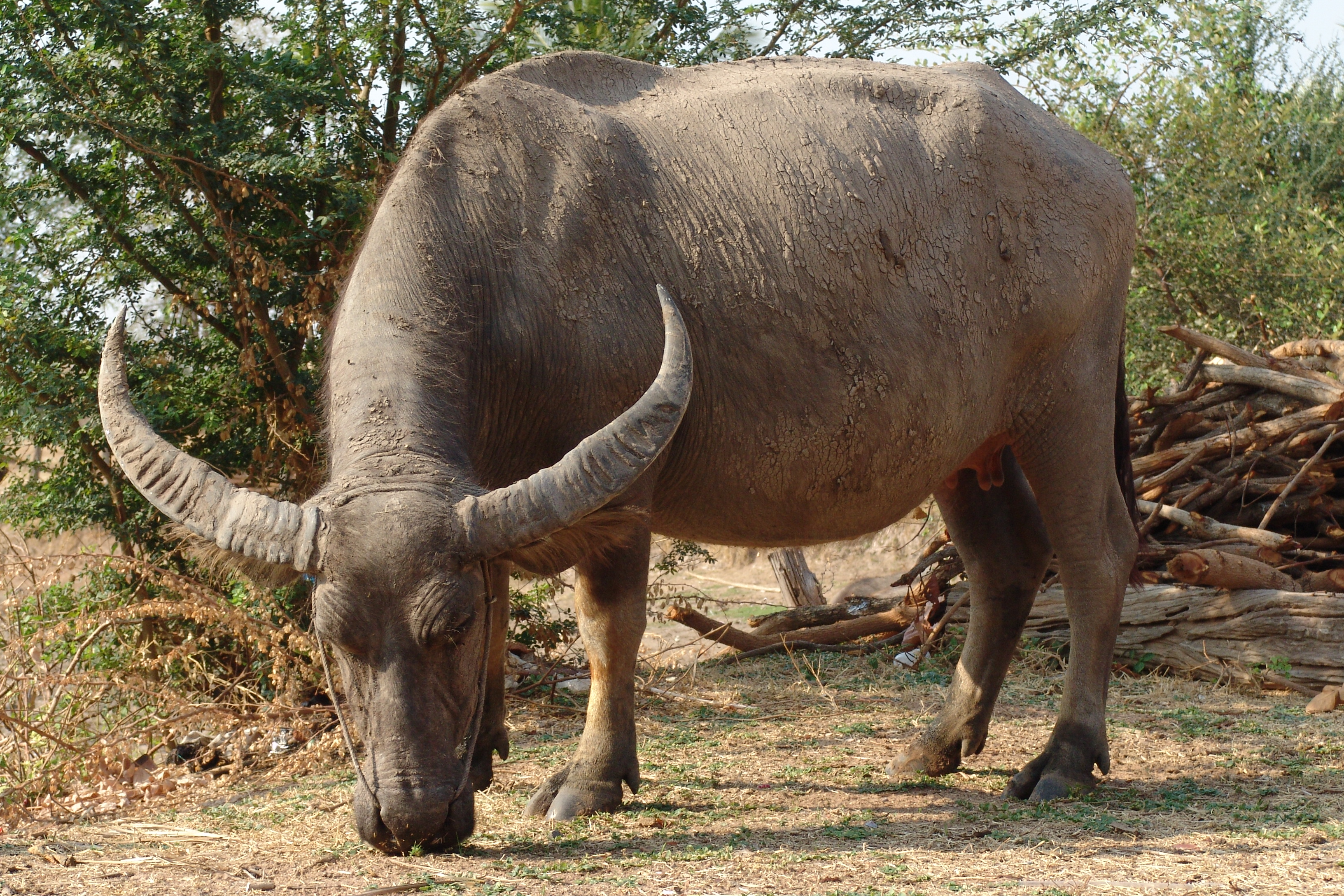
タイ王国のスイギュウ

アジアはスイギュウの原産地であり、現在でも世界の95%が生息している。多くのアジアの国でスイギュウは最も生息数の多いウシ科の動物であり、1992年時点でのアジア全体でのスイギュウの数は1億4100万頭と見積もられている。内、インドが最も多く、中華人民共和国では、2300万頭程度と見積もられる。

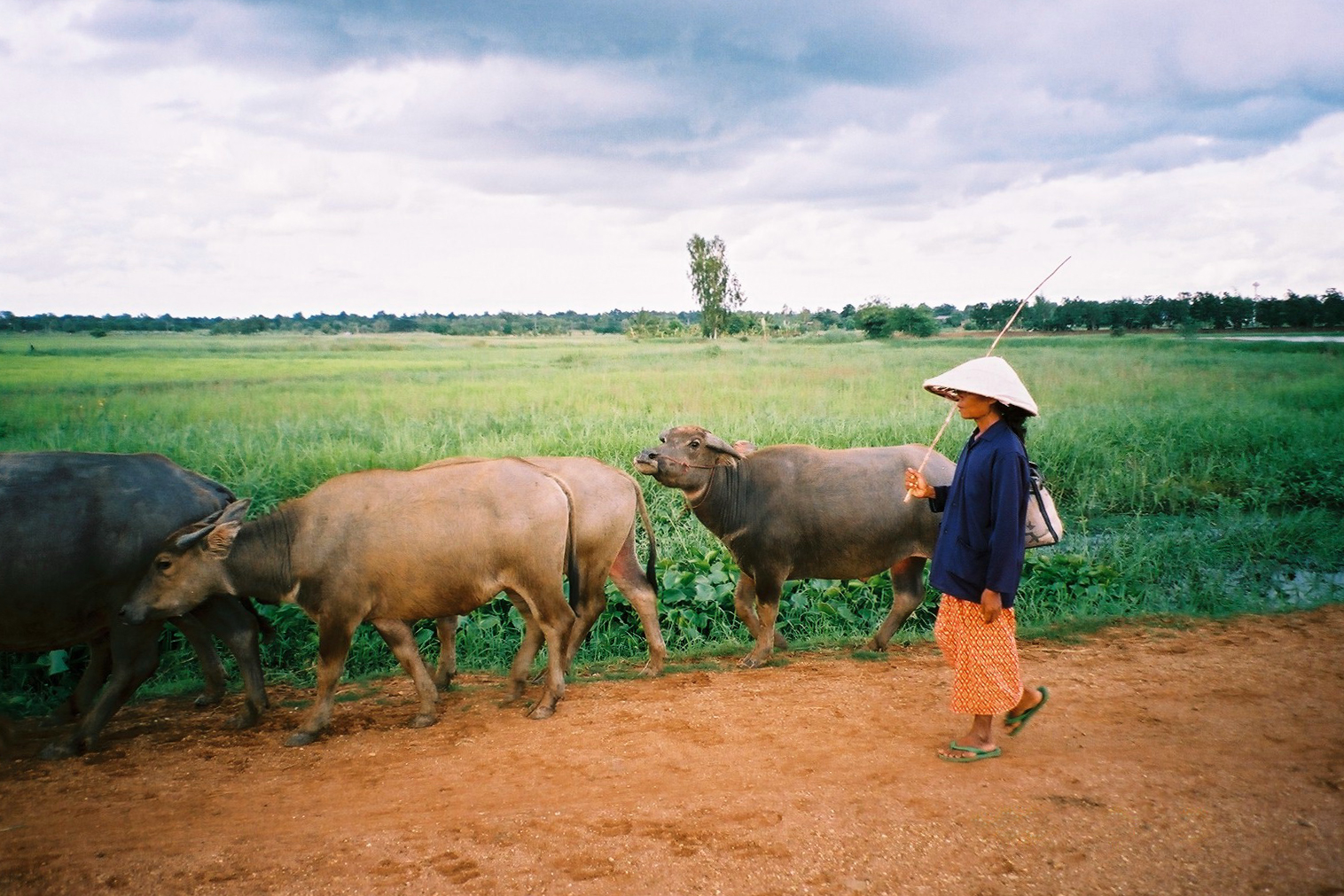
タイ東北地方で飼育されるスイギュウ。道路や農地脇の草を、家畜のスイギュウに食ませる。住民は、現地の資源、ローカル・コモンズの利用に長けている。

野生のスイギュウが生息する地域はほとんどなく、少数がインド、ネパール、ブータン、タイで見られる。ふつう草原や沼沢地にて群で行動している。
スイギュウの持つ角は平均1メートルほどで、生き物の中では最も長く、1955年に射殺されたスイギュウは4.24メートルもある角を有していた。
スイギュウ (Carabao) はフィリピンの国の動物とされている。
インドなどで信仰されているヒンドゥー教では、コブウシが神聖な動物として崇拝の対象となっている。しかし、スイギュウに関しては、ヒンドゥーの教義上、通常の牛とは明確に区別され、崇められていない。よってその肉は、非ベジタリアンには食用にも用いられる。そのため、スイギュウから採れた肉は様々な分野で利用され、輸出もされている。インド産水牛の肉の輸出先は、主に中東やアフリカ、東南アジアである。2012年には、世界有数の牛肉輸出国のブラジルやオーストラリアを抜いて、インドが世界一の輸出量となる見通し。ただし、ヒンドゥー教としては問題なくとも、インド国民においては、水牛の殺生についても忌避感が非常に強く、市民団体などは輸出増に懸念を示している。
2023年時点で、水牛・バイソン含む家畜頭数ではインドが約1.12億頭と世界最多、次いでパキスタン（約4,500万頭）である。

### 欧州・近東
スイギュウは北アフリカと近東には紀元600年ごろに持ち込まれた。ヨーロッパには十字軍の帰還と共にもたらされ、群はブルガリアやイタリアで見ることができる。アジアと同じように、中東や欧州のスイギュウは辺境の農村地で草を食べて生活している。スイギュウはタンパク源や役蓄、または家族の財産としての経済的役割をもっている。地域によっては毎年スイギュウのレースが開催されている。

### オーストラリア
スイギュウは19世紀初頭に荷物運搬用としてノーザンテリトリーに持ち込まれたが、すぐに逃げ出して野生化した。これらは狩猟の対象となり、狩猟地として有名なメルビル島には4000頭ほどの個体が生息している。スイギュウはアーネムランド半島やノーザンテリトリー北部でも見られる。ダーウィンからメルビル島や他のノーザンテリトリー北部へ飛行機を使っての狩猟旅行がよく行われている。政府は何度か根絶を試みたが成功していない。
スイギュウは主に淡水の沼や水路に住み着いており、雨季には生息域が非常に広範囲となる。また、遺伝的に孤立しているため、外見はインドネシアの原種とは変わりつつある。

### ブラジル
ブラジルのマラジョ島に約50万頭が生息している。

## 人間との関係
ウシ（牛）とは全くの別種であるため、ブタとイノシシのような交配（イノブタ）は出来ない。味は牛肉に似ているが肉が硬く、煮込むか干さないと食用に適さない。ヒンドゥー教で神聖とされるのは牛（ガヤ、गाय）、特にインド瘤牛であり、水牛（पानी भैंस）は異なる種類の動物で魔神マヒシャの化身、魔神ヤマの乗り物である。そのため、非菜食主義のヒンドゥー教徒にも食されたり、犠牲獣として山羊や羊と共に用いられる。

### 乳
スイギュウの乳は、分布地で多くの人々が飲用や加工用に利用しており、脂肪分が8％程度と家畜の中で最も多く、ギー（インドなどで料理に使われる澄ましバター）の主要な原料となる。鉄分、ビタミン類、乳糖なども、一般に、ウシの乳よりも豊富に含まれている。
また、タンパク質も、チーズなどの伝統的な材料となっている。南イタリアカンパニア州のサレルノやカゼルタの周辺は水牛乳で作るフレッシュチーズ、モッツァレッラ・ディ・ブーファラ・カンパーナ（Mozzarella di Bufala Campana）の産地となっている。また、中国雲南省のフレッシュチーズルービン（乳餅）や板状に伸ばして干したルーシャン（乳扇）、フィリピンのケソンプティにも用いられる。
中華人民共和国の南部では、水牛は重要な役畜であるが、水牛乳を、大良牛乳、牛乳プリン、ホワイトクリームなど、さまざまに加工して利用する順徳料理のような例もある。

### 肉
スイギュウの肉（carabeef と呼ばれることもある）は地域によっては牛肉として流通しており、最も多くのスイギュウを飼育しているインドでは主要な輸出品目となっている。中国でも広東料理などでは、水牛の肉もよく利用してきたが、肉質が堅いのが難点であり、煮込み料理に適する。インドやネパールなどのヒンドゥー教徒は牛を神聖視すると言われているが、これは瘤牛のことであり、全くの別種である水牛は家畜にも用いられ、その肉も食肉として流通している。何故ならヒンドゥー教においては水牛は魔神マヒシャの化身のひとつであり、死者の王ヤマの乗り物とされているため、敬虔なヒンドゥー教徒の場合は避ける人も珍しくなく、神聖視されているコブ牛との扱いに大差がある。インド国内での水牛肉の消費は主にイスラム教徒向けや日本人を含む外国人向けレストランなどだが、非菜食主義のヒンドゥー教徒にも消費されている。

### 革
スイギュウの革は強靭で利用しやすく、靴やオートバイのヘルメットに使われている。

### 角
角は、印鑑、三味線の駒、櫛、和包丁の柄、ボタン、置物などの角細工に使われる。また、犀角同様に酒器が作られることもある。日本刀の外装(拵)の各部の部材としても広く用いられた。

### 糞
アフリカからアジアにかけて燃料とする例が多い。ワラを混ぜ乾燥させた糞が燃料として使われている。アフリカなどでは虫除けに土で作る家の材料とする例もある。